# 바위옷
바위옷은 바닷가의 깨끗한 바위에 붙어 자라는 지의류의 일종으로, 주로 전라남도 신안군 지역의 갯바위에서 자생한다. 바위를 옷처럼 덮고 자라기 때문에 이러한 이름이 붙었다. 전라도 방언으로는 돌팍옷이나 독옷이라고도 불린다. 바위옷은 청정한 환경에서만 자라며, 바닷물이 빠지는 간조 시에 노출되는 갯바위에서 관찰된다. 
맛의 방주에 등재되어 있다.

## 쓰임새
바위옷은 전통적으로 섬 지역 주민들이 귀한 손님이나 잔치 때 대접하기 위해 이용해온 식재료이다. 여름철 물이 많이 빠지고 햇볕이 좋은 날에 채취가 가능하며, 겨울철에는 바위에 단단히 붙어 있어 수확이 어렵다. 채취 후에는 여러 차례 씻고 햇볕에 말려 보관한다. 바위옷은 주로 바위옷묵을 만드는 데 쓰인다. 육지에서는 도토리, 제주나 남해에서는 우뭇가사리를 사용한 묵을 만들었지만, 갯벌이 발달한 전라남도 섬 지역에서는 물질을 하거나 산을 헤매지 않고도 갯바위에서 얻을 수 있는 바위옷이 묵 재료로 활용되었다.

## 같이 보기
- 바위옷묵
- 우뭇가사리